# 올레 (프로게이머)
올레(본명: 김주성, 1994년 11월 27일 ~ )는 대한민국의 리그 오브 레전드 프로게이머이다. 프로게임단 지도자로 활동했다. 선수 시절 포지션은 서포터이며 아이디는 Olleh를 사용했다. 과거 ANNA라는 아이디를 사용하기도 했다. 현재 골든 가디언즈 소속이다.

## 선수 시절
2013년 5월, KT 롤스터 애로우즈에 입단하면서 프로 커리어를 시작했다.
2014년 1월부터는 아마추어팀인 Midas FIO에서 활동했다.
2014년 5월, 페인 게이밍에 입단했다.
2015시즌을 앞두고 홍콩 e스포츠에 입단했다. 스프링 시즌 팀의 주전 서포터로 기여했다. 서머 시즌에서도 팀의 주전으로 활동했으며 팀의 준우승에 기여했다. 2015시즌 종료 이후 올스타에 선발되며 올스타전에 출전했다.
2017시즌을 앞두고 임모탈즈에 입단했다. 스프링 시즌에서는 좁은 챔프폭에 문제를 드러내며 좋지 못한 모습을 보여주었다. 하지만 서머 시즌에서는 챔프폭이 점차 넓어지는 모습을 보여주면서 좋은 모습을 보여주었다. 리그 오브 레전드 월드 챔피언십 2017에는 로스터에 포함되면서 참가했다.
2018시즌을 앞두고 팀 리퀴드에 입단했다. 스프링 시즌 팀의 주전으로 활동하면서 팀의 우승에 기여했다. 스프링 시즌 우승으로 리그 오브 레전드 미드 시즌 인비테이셔널 2018애 참가하였다. 서머 시즌에서도 팀의 우승에 기여했다. 리그 오브 레전드 월드 챔피언십 2018에서는 로스터에 포함되면서 참가했다.
2019시즌을 앞두고 골든 가디언즈에 입단했다. 스프링 시즌에는 좋지 못한 모습을 보여주었다. 서머 시즌에는 후히의 서브 선수로 활동했다. 또한 아카데미 팀에 출전하기도 했다.
2020시즌에는 디그니타스의 아카데미팀에서 활동했다.
2022시즌을 앞두고 골든 가디언즈의 선수로 복귀했다.

## 지도자 생활
2020년 6월, 골든 가디언즈의 코치로 부임했다. 2020년 6월 24일, 팀에서 퇴단했다.

## 수상 내역

### 선수
- 리그 오브 레전드 마스터즈 시리즈 서머 2015 준우승
- 리그 오브 레전드 챔피언십 시리즈 서머 2017 준우승
- 리그 오브 레전드 챔피언십 시리즈 스프링 2018 우승
- 리그 오브 레전드 챔피언십 시리즈 서머 2018 우승